# روجلايك
 روجلايك (بالإنجليزية: Roguelike)‏ 

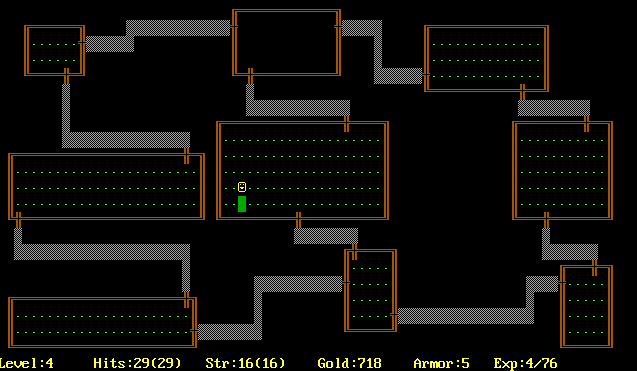

ألعاب روجلايك تعتبر من ألعاب تمثيل الأدوار، وتدور في الزنزانات العشوائية التي تحتوي على الأعداء والأدوات وبعض الأمور الأخرى مثل السلم الذي يقود للطابق الأعلى أو لخارج الزنزانة. من أقدم ألعاب روجلايك نت هاك (بالإنجليزية: NetHack)‏.